# 蘇炳文
蘇炳文（1892年10月22日—1975年5月22日），字翰章，号铁庵，遼寧省新民县大民屯中古城子村人，中國軍事人物，國民革命軍上將参议，抗日將領。

## 生平
1899年1月读私塾。1905年10月考入奉天陆军小学，1910年1月考入北京清河陆军第一中学，1912年9月考入保定軍校第一期步兵科，1914年10月毕业入北京“模范团”见习。1916年1月升为该团第二期第一营一连中尉排长，一年后升任连长。讨伐张勋复辟战斗后，该团扩充为第五混成旅。1918年1月升该旅一团二营上尉营附。1918年7月升任陆军第九师第三十三团中校团附，未久调任第三十三团二营营长。驻北京南苑的陆军第九师三十三团团长宋焕章率领该团第一营营长刘春台、第二营营长苏炳文两营官兵附以骑兵、炮兵、工程兵、辎重兵、机关枪兵各一连，为组成驻崴(海参崴)混成支队。1918年初驻崴支队自北京出发经过天津、山海关、沈阳、长春、哈尔滨到达绥芬河站进入俄境。支队司令部驻双城子，步兵第一营担任双城子至意满站沿线护路任务，步兵第二营担任绥芬河以东至海参崴的护路任务。营部和炮、工、辎、机关枪连均驻双城子，骑兵连驻伯力。驻崴支队撤回牡丹江、一面坡等处，后回北京归还第九师原建制。苏炳文编充该师第三十六团第一营少校营长。1920年7月直皖战争爆发，8月苏炳文部为京畿卫戍司令王怀庆收编，改称为京畿卫戍司令部卫队团第一营少校营长。1922年第一次直奉战争，奉系败退关外，苏炳文因东北籍被免职，1922年7月调任热察巡阅使署中校参谋。苏辞职南游，1923年9月苏炳文留闽任陆军第三旅上校参谋长，半年后调为第一团团长。1924年春孙传芳与王永泉发生内战。苏辞职北归。1924年秋第二次直奉战争后，苏炳文应奉军郭松龄军长之邀，于秦皇岛任镇威军第十二旅上校参谋长。1925年11月郭松龄滦州反奉，回师沈阳，苏炳文任东北国民军第一军少将参谋长，奉郭松龄之命去营口准备渡辽河迂回沈阳，至营口时郭松龄已于新民县白旗堡兵败身亡。苏炳文改任第六旅上校参谋长。1926年春奉军进攻在平津的冯玉祥国民军，第六旅由迁安偷渡滦河，挺进龙山，奏奇功，得张学良赏识。1926年5月调任第六旅第八十五团上校团长。1926年7月北伐战争，苏升第六旅旅长。1928年1月奉军改编，苏任第十七师师长。奉晋战争爆发，苏炳文第17师从山东馆陶县奉调围困涿州傅作义部达3月之久。1928年春苏炳文奉命由石家庄向西攻平定
1928年苏炳文调黑龙江军务督办公署中将参谋长兼国防筹备处处长、黑龙江省政府委员，驻齐齐哈尔。1928年12月29日南京国民政府任命苏炳文为东北边防军驻黑龙江副司令公署参谋长、黑龙江省政府委员。1929年中东路事件发生，驻满洲里的东北军十五旅旅长梁忠甲被俘，旅附魏长林阵亡；驻防扎赉诺尔的东北军第十七旅旅长韩光第和张季霎、林选青两团长阵亡。大兴安岭以西全被苏军占领。1930年3月苏炳文继任第十五旅旅长，黑龙江省防军第二旅归苏炳文指挥，仍担任哈满护路司令。
1931年九一八事变爆發後堅決抵抗，马占山代理黑龙江省政府主席。1932年12月4日夜苏炳文率领军民4000余人，由满洲里退入苏联境内。日军迭向苏联交涉引渡，苏联引用国际法，严词拒绝。 
1933年2月，中苏两国政府商定苏炳文所部分三路回国：
- 第一路是随军撤退的民众于1933年2月17日夜乘专车离托木斯克经海参崴换乘智利无恙号轮船，3月16日抵天津塘沽转北平，由北平市政府安置工作；
- 第二路除高级将领外，编成东北民众救国军第二旅，旅长吴德林被留下，2月22日离托木斯克，3月8日抵新疆塔城，4月初到达迪化；
- 第三路4月14日与马占山、张殿九、李杜、王德林、孔宪荣等20余人离托木斯克，经莫斯科、波兰于4月18日上午9时抵柏林，中国驻德公使刘文岛同全体馆员、留德学生及侨胞等多人到站欢迎。1933年4月11日张学良出国，抵意大利罗马后，电邀苏炳文、马占山、李杜前往晤叙。苏炳文等3人抵罗马，与张学良聚会3日。1933年6月回国任军事委员会中将委员。

抗日战争爆发后，1938年5月被任命为国民政府军事委员会上将军事参议官，1938年8月任国民政府军事委员会战区军风纪巡察团第三团主任委员，巡视鄂、赣、湘、桂等省。1940年1月该团撤销，苏炳文隐居重庆。
抗战胜利后，苏炳文迁南京。1946年3月回北平，1946年4月国民政府以年迈为由强迫其退出军籍，断绝薪金。1947年秋苏炳文归新民县故里，筹备资金创办工厂。1948年春卫立煌电请国民政府委苏炳文为东北剿总总参议。1948年11月1日苏炳文偕周福成离开中国银行的第八兵团司令部，至世合公银行休息，11月2日向解放军投降，被安置到将官招待所。经5个多月的学习后回北平家居，奉养老母。
1954年春，苏炳文任第二届全国政协委员。1954年12月任黑龙江省体委主任。1955年3月到哈尔滨上任，同时为黑龙江省第四届人民代表。1956年4月于哈尔滨加入民革，为民革黑龙江省委员会副主委、黑龙江省政协常委。1957年被划为右派。1958年调任黑龙江省人民政府参事室参事、省政协委员。
1975年5月22日病故于黑龙江省医院，终年84岁。 

## 纪念
海拉尔市建有“苏炳文广场”。